# دير سانتو دومينجو دي سيلوس
الدير البندكتيني لـ سانتو دومينغو دي سيلوس، المعروف سابقًا باسم دير سان سيباستيان دي سيلوس، هو دير بندكتيني يقع في الجزء الشرقي من وادٍ صغير، تشير أول وثيقة في أرشيف سيلوس، المؤرخة سنة 954، إلى هذا الوادي باسم وادي تابلاديو، وهو تابع لبلدية سانتو دومينغو دي سيلوس، في مقاطعة بورغوس بمنطقة قشتالة وليون في إسبانيا. وهو متصل بثلاث طرق ثانوية تؤدي، عبر أراندا دي دويرو وليرما، إلى الطريق الوطني A-1، وعبر هاثيناس إلى الطريق N-234. ويُعد رواقه الداخلي إحدى روائع الفن الرومانسكي الإسباني.
| دير سانتو دومينجو دي سيلوس |
| --- |
| البلد إسبانيا المنطقة قشتالة وليون المقاطعة بورغوس المدينة سانتو دومينغو دي سيلو الفئة نصب تذكاري الرمز RI-51-0000467 تاريخ الإعلان 3 يونيو 1931 فترة البناء من القرن السابع حتى القرن الثامن عشر النمط الفني الفن الرومانسكي |

## التاريخ
إنها وثيقة تعود إلى عام 954، محفوظة في أرشيف الدير، تكشف لأول مرة عن دير سان سباستيان دي سيلوس. وفقًا لأسطورة تعود إلى القرن الخامس عشر، يعود تاريخ الدير إلى العصر القوطي الغربي (القرن السابع).في القرن العاشر، وكان لا يزال يُسمى سان سباستيان دي سيلوس، وخاصة خلال فترة حكم الكونت فيرنان غونثاليث في قشتالة (930-970)، يبدو أن الجماعة الرهبانية بدأت بالظهور وبلغت نشاطًا مزدهرًا تراجع بسبب غارات المنصور. وبعد وفاته عام 1002 واستعادة الهدوء، كان الدير في حالة خراب وسوء. بسبب دمار المنصور، دخل الدير في مرحلة انحطاط. وفي عام 1041، أُرسل الراهب الريوخانو دومينغو، من بلدة كانياس، من قبل الملك فرناندو الأول ملك قشتالة. عُيِّن رئيسًا للدير، وبفضل اندفاعه في الترميم وقداسته، قام بتوسيع وإصلاح الدير. توفي رئيس الدير في 20 ديسمبر 1073. تم تطويبه قديسًا عام 1076، وبسبب شهرة معجزاته، أصبحت قبره مكانًا للحج.
عندما لجأ دومينغو، النائب الأول في دير سان ميان دي لا كوغويا، إلى قشتالة سنة 1041 هاربًا من ملك نافارا، استُقبل بشكل جيد من قبل ملك ليون فرناندو الأول، الذي كلفه بإعادة البهاء القديم وإحياء دير سيلوس، الموضوع تحت رعاية القديس سباستيان. بفضل الدفع القوي من القديس دومينغو كرئيس للدير، تم بناء الكنيسة الرومانية، وهي معبد رائع بثلاث بلاطات وخمسة محاريب، وقد كُرست سنة 1088 من طرف رئيس الدير فورتونيو، إلى جانب بناء الدير الذي لا يزال قائمًا، وباقي مرافق الرهبنة. بعد وفاة القديس، تبنى الدير اسمه، وصار يُعرف باسم سانتو دومينغو دي سيلوس.
حوالي سنة 1170، قامت السيدة النبيلة خوانا دي أزا، وكانت حاملًا، بالحج إلى سيلوس طلبًا للتوجيه الروحي. وقد سُمي ابنها، دومينغو دي غوثمان، تيمنًا بالقديس شفيع الدير.
في القرن الثامن عشر، بدأت الحاجة تتزايد لتوسيع المرافق، خاصةً سعة الكنيسة. أُوكلت مهمة الترميم للمعماري فينتورا رودريغيث. تم هدم الكنيسة الرومانية [بحاجة إلى مصدر] واستُبدلت بأخرى ذات مخطط صليب يوناني داخل مربع (مخطط واضح الطابع الباروكي)، وهي التي ما تزال قائمة حتى اليوم.من البناء الأصلي لم يبقَ إلا الجناح الجنوبي من الجناح المعترض وباب العذراوات المؤدي إلى الدير. نقص الموارد المالية حال دون أن يحظى الدير بنهاية مماثلة للكنيسة. أما منطقة سكن الرهبان، فقد تعرضت لحريق هائل سنة 1970، واحترقت بالكامل. بين عامي 1971 و1972، بدأت أعمال ترميم المنطقة المتضررة من الحريق، مما أعاد للدير هيئته التي نراها اليوم.من البناء الأصلي لم يبقَ إلا الجناح الجنوبي من الجناح المعترض وباب العذراوات المؤدي إلى الدير. نقص الموارد المالية حال دون أن يحظى الدير بنهاية مماثلة للكنيسة.أما منطقة سكن الرهبان، فقد تعرضت لحريق هائل سنة 1970، واحترقت بالكامل.بين عامي 1971 و1972، بدأت أعمال ترميم المنطقة المتضررة من الحريق، مما أعاد للدير هيئته التي نراها اليوم.
في 17 نوفمبر 1835، وبموجب مرسوم طرد الرهبان الصادر عن حكومة منديسابال، تم تفكيك الجماعة الرهبانية، وتوقفت الحياة البندكتية في دير سيلوس لمدة 45 عامًا. في 18 ديسمبر 1880، وصل إلى سيلوس مجموعة من الرهبان البندكتيين من دير سان مارتان دي ليجوجيه في فرنسا، بعد أن أجبرتهم القوانين الفرنسية على مغادرة ديرهم. قادهم الراهب إلديفونسو جيبان، من دير سولِسم، وتمكنوا من إعادة الحياة الرهبانية إلى سيلوس وإنقاذه من الخراب التام. في زيارة لاحقة للدير، كتب الشاعر خيراردو دييغو قصيدة "سرو سيلوس"، التي تُعد من أفضل السوناتات في الأدب الإسباني.
منذ القرن العشرين وحتى اليوم، تميزت جماعة دير سيلوس بحيوية كبيرة من خلال: شهادتها الروحية واحتفالاتها الليتورجية ومساهماتها الثقافية وتأسيس أديرة جديدة أنشأت فروعًا في إسبانيا مثل: دير سيدة إستيباليث في ألافا ودير سان سالفادور دي ليير في نافارا كما أسست أديرة في أمريكا اللاتينية، في كل من: المكسيك والأرجنتين.
لذلك، يُعدّ الدير شاهداً حياً على التاريخ والثقافة الغنية للمنطقة، ولا يزال حتى اليوم مكاناً ذا أهمية روحية وفنية كبيرة.

## الدير
كان الدير مكانًا للتأمل واللقاء. بدأ بناؤه بعد عام 1080. له شكل مربع منتظم. الجهتان الشرقية والشمالية تتكوّنان من أربعة عشر قوسًا لكل جانب. هذا الرقم، وهو ضعف السبعة، يُرمز به إلى الكمال والمقدّس. كان الهدف من المساحة الرهبانية في العصور الوسطى هو خلق مكان للقداسة مقابل العالم الخارجي حيث يوجد الشر. لهذا السبب، سُمّي الرواق في بعض الأديرة بـ"الفردوس".
في رواق دير سانتو دومينغو دي سيلوس، الصور المنحوتة على التيجان والدعامات تعزّز العلاقة بين السماء والأرض. كان الراهب يتمشى فيه وكأنه في جنّة، إذ تُمثّل التيجان حيوانات حقيقية أو خيالية وعناصر نباتية. على الدعامات الزاويّة توجد مشاهد عن موت المسيح وتمجيده وقيامته.
الرواق مكوّن من طابقين، السُفلي أقدم وأهم من حيث القيمة الفنية. شكله رباعي الأضلاع بأضلاع غير متساوية؛ أقصر ضلع طوله 30 مترًا وأطولها 33.12 مترًا. الضلعان الشمالي والجنوبي يحتويان على 16 قوسًا، بينما الشرقي والغربي على 14 فقط. نظرًا لاختلاف أطوال الأضلاع رغم تساوي عدد الأقواس، فإن فتحات الأقواس تختلف بين 1.00 و1.15 متر.كل مرحلة تُظهر الأقواس نصف دائرية وتستند إلى تيجان فوق أعمدة مزدوجة من قطعة واحدة بطول 1.15 متر. الدعائم المركزية لكل رواق مكوّنة من خمسة أعمدة، باستثناء واحد في الجهة الشمالية مكوّن من أربعة أعمدة ملتوية. الأقواس مثبتة على قاعدة مستمرة بها فتحة تؤدي إلى الحديقة الداخلية. بُني الرواق السفلي بين النصف الثاني من القرن الحادي عشر والنصف الأول من القرن الثاني عشر، أما العلوي فبُني في أواخر القرن الثاني عشر. يظهر بوضوح في الرواق السفلي مرحلتان للبناء: المرحلة الأولى: أواخر القرن 11، فيها بُنيت الرواقان الشمالي والشرقي. المرحلة الثانية: القرن 12، وشملت الرواقين الجنوبي والغربي.
أسلوبًا مختلفًا يُنسب إلى معلم مختلف وفريق عمله الخاص. الأعمدة في المرحلة الأولى متباعدة ومنحوتاتها ضحلة وقليلة الحركة، بينما منحوتات المرحلة الثانية أكثر واقعية وذات حجم أكبر.
من الناحية الفنية، تبرز مجموعة التيجان الأربعة والستين للرواق السفلي والنقوش البارزة على الواجهات الداخلية لأركان الجاليري الأربعة.
النقوش الأولى نُسبت إلى المعلم الأول وتشمل:
- الزاوية الجنوبية الشرقية: الصعود والعنصرة
- الزاوية الشمالية الشرقية: القبر والنزول عن الصليب
- الزاوية الشمالية الغربية: تلميذا عمواس وشك توما

النقوش الأخيرة نُسبت إلى المعلم الثاني وتشمل:
- الزاوية الجنوبية الغربية: البشارة وشجرة يسّى

المعلم الثاني، على الأرجح من غاليسيا، حيث أن نمط البشارة والتتويج يشبه أسلوب سانتياغو دي كومبوستيلا، بكثرة الطيات وتصفيف الشعر الحلزوني (كما في النبي دانيال في أعمدة سانتياغو).
نقش شجرة يسّى ذو أهمية أيقونوغرافية، مرتبط بنافذة كنيسة سان دوني، وهو موضوع استخدم أيضًا في عمود سانتياغو دي كومبوستيلا.
التيجان، خصوصًا تلك التي صنعها الفنان الثاني، تُعتبر تحفًا فنية للرومانيسك وتثير الإعجاب. مواضيعها متعددة: مشاهد توراتية وإنجيلية، حيوانات خرافية مثل الغريفون والأسود والحرابي والقنطور والطير الخيالي، وعناصر نباتية متنوعة.
أيضًا تُبرز:
- باب العذراوات الذي يربط الرواق بالكنيسة، وهو من بقايا الكنيسة الرومانية الأصلية.
- واجهة قاعة الاجتماعات التي كانت تطل على الرواق الشرقي.
- السقف الخشبي المزخرف (موديخار) الذي يحوي قرابة 700 شكل ومشهد من قشتالة في القرنين 14 و15.

في زاوية الفناء الجنوبية الغربية، يقف سرو ضخم أصبح رمزًا للدير. عمره يزيد عن 130 عامًا وارتفاعه يتجاوز 30 مترًا. تعيش فيه طيور عديدة تُسمع في الغروب، وتكسر صمت الرواق. يُعتبر رمزًا للخلود والسمو، وخلده الشاعر خيراردو دييغو في قصيدته "سرو سيلوس" عام 1924، حيث وصفه بـ"نافورة قائمة من الظل والحلم".

## أقسام أخرى في دير سيلوس
الصيدلية: نشأت بسبب سوء أداء الصيدلية المدنية في قرية سيلوس، ولهذا قرر رئيس الدير في ذلك الوقت إنشاء صيدلية داخل الدير، وقد أدارها في بدايتها الراهب "فراي غريغوريو دي أويّوس". لم تكن هذه الصيدلية تعمل بنظام دفع عادي، بل من خلال "إيغوالاس"، أي نظام يُحدد فيه الدفع بكمية معينة من الحبوب، وكان بالإمكان أيضًا الدفع سنويًا. كان سكان القرية الذين يزورون هذه الصيدلية يحتاجون فقط إلى إحضار وصفة طبية موقعة من الطبيب، وكان الصيدلي يُحضّر لهم الدواء في الحال.
عندما تُوفي فراي غريغوريو دي أويّوس، خلفه فراي إيسيدورو دي ساراتشا، الذي كان باحثًا في النباتات الإسبانية، وأضاف العديد من الأنواع الجديدة إلى الحديقة النباتية. في القرن التاسع عشر، انتقلت الصيدلية إلى آخر صيدلي، لم يكن راهبًا بل مدنيًا يُدعى فرانسيسكو بالوميرو، وقد قرر نقل الصيدلية إلى منزل خارج الدير. وعندما تُوفي، أصبحت الصيدلية بلا مالك، وقرّروا بيع محتوياتها.
كادت الصيدلية أن تُباع لصيدلي أجنبي، لكن رجل أعمال من بلباو رفض هذا القرار وقرر شراؤها بنفسه وأعادها إلى الدير.
تكوّنت الصيدلية من غرفتين:
- المختبر الإياتروكيميائي: استخدمه الرهبان لتطبيق معارفهم في الكيمياء القديمة، مثل صناعة المراهم والجرعات.
- الغرفة الثانية: مكتبة ومستودع زجاجيات، كانت تُستخدم لتخزين القوارير والكتب التي تضم معارفهم في علم النبات.

المتحف
يقع المتحف في قاعة تعود للعصر الوسيط، وتُعرض فيه أهم القطع التي نجت من مصادرات عام 1835. من بين هذه القطع نجد: تماثيل على الطراز الموزارب والرومانسكي. وثائق وشهادات عن حياة الرهبان في الدير. لوحات فنية وأعمال صياغة ذهبية. قطع أثرية أخرى ذات قيمة عالية، مثل العتب العلوي لإحدى بوابات الكنيسة القديمة المهدمة في سيلوس
المكتبة
منذ القرن العاشر، امتلك دير سيلوس "سكريبتوريوم" (غرفة نسخ) وأرشيفًا لحفظ المخطوطات وبعد اختراع الطباعة في القرن الخامس عشر، بدأت الجماعة بتجميع الكتب المطبوعة في مكتبة مستقلة عن الأرشيف وفي عام 1810، حسب كتالوج محفوظ في الأرشيف، ضمت المكتبة 4962 كتابًا، إضافة إلى 80 كانت مُعارة وخلال فترة الطرد بين 1835 و1880، تفرقت معظم مجموعات المكتبة، ولم يبقَ إلا القليل منها في غرف استخدمها كاهن الرعية ومن القرن السابع عشر حتى القرن التاسع عشر، كانت المكتبة في الطابقين الأول والثاني من الجناح الشرقي وبعد إعادة تأسيس الجماعة عام 1880، وُضعت الكتب في الطابق الأرضي من الجناح الغربي، حيث كانت الصيدلية ولاحقًا نُقلت إلى مكانها الحالي: الطابق العلوي من الجناح الغربي، ثم توسعت تدريجيًا إلى الجناح الشمالي واليوم تضم نحو 190,000 مجلد
الكنيسة
الجماعة البينديكتية استعانت بالمهندس المعماري فينتورا رودريغيث، الذي كان يعمل في فترة حكم فرناندو السابع هُدمت الكنيسة القديمة في 1751، وفي نفس السنة بدأت أعمال بناء الجديدة خُطط لها أن تحتوي على قبة وبرج رئيسي، لكن بسبب نقص التمويل أُلغيت هذه العناصر، بما في ذلك البرج الشمالي افتُتح المعبد الجديد يوم 8 سبتمبر 1792 والمخططات الأصلية ما تزال محفوظة في الأرشيف والشاعر خيراردو دييغو زار دير سيلوس في يوليو 1924 وبات في بيت الضيافة هناك وكتب في سجل الزوار سونيتة بعنوان "سرو سيلوس" والقصيدة نُشرت لاحقًا في كتابه Versos humanos الذي فاز بجائزة الأدب الوطني عام 1925 وفي رواية اسم الوردة لأومبرتو إكو، ورد أن نسخة من الكتاب الثاني من فن الشعر لأرسطو نُقلت من دير سانتو دومينغو دي سيلوس إلى الدير الإيطالي حيث تدور أحداث الرواية.

## في الادب
- زار الشاعر خيراردو دييغو دير سيلوس في يوليو عام 1924، ونام في دار الضيافة هناك، وكتب في دفتر الزوار سونيتة بعنوان «سرو سيلوس»، والتي أدرجها لاحقًا في كتابه "Versos humanos"، الحائز على الجائزة الوطنية للأدب عام 1925.[1] [1]
- في رواية "اسم الوردة" لأومبرتو إيكو، يُقال إن نسخة الكتاب الثاني من "فن الشعر" لأرسطو تم أخذها من دير سانتو دومينغو دي سيلوس ونقلها إلى الدير الإيطالي الذي تدور فيه أحداث الرواية.